# Дутт, Йогешвар
Йогешвар Дутт (хинди योगेश्वर दत्त, род. 2 ноября 1982) — индийский борец вольного стиля, призёр Олимпийских игр.

## Биография
Йогешвар Дутт родился в 1982 году в деревне Бхаинсвал округа Сонипат штата Харьяна. Бороться начал с 8-летнего возраста. Он принял участие в Олимпийских играх 2004 года, но там был лишь 18-м. В 2006 году Йогешвар Дутт завоевал бронзовую медаль Азиатских игр. На Олимпийских играх 2008 года он опять не получил медали, оказавшись в итоге 9-м. В 2010 году он выиграл Игры Содружества, а в 2012 году завоевал бронзовую медаль Олимпийских игр. В 2013 году награждён одной из высших гражданских наград Индии — Падма Шри.